# Kedungwringin (Sempor)
Kedungwringin is een bestuurslaag in het regentschap Kebumen van de provincie Midden-Java, Indonesië. Kedungwringin telt 2711 inwoners (volkstelling 2010).